# O Profeta da Fome
O Profeta da Fome é um filme brasileiro de 1970, roteiro e direção por Maurice Capovilla.
O longa conquistou várias categorias no Festival de Brasília, entre elas: de melhor argumento e roteiro.

## Enredo
A história de um faquir que trabalha em um circo paupérrimo do interior. Quando o circo pega fogo ele inicia com sua mulher uma longa caminhada acompanhado pelo domador do circo, um homem violento e mau. Ao chegar em uma cidade em festa ele apresenta um número sensacional: o de um crucificado vivo. Ele atrai muita gente com o espetáculo mas é preso, e na prisão descobre a chave do sucesso: o jejum.

## Elenco
- Maurício do Valle - Lion Tamer, o domador
- José Mojica Marins - Faquir
- Júlia Miranda -  Maria
- Sérgio Hingst -  Dom José
- Jofre Soares -  Priest
- Adauto Santos
- Flávio Império
- Lenoir Bittencourt
- Mário Lima
- Luiz Abreu
- Jean Claude Bernardet